# 電通銀座ビル
電通銀座ビル（でんつうぎんざビル）は、東京都中央区銀座七丁目にある建築物である。「銀座電通ビル」（略称：銀電ビル）とも表記される。
外堀通りと交詢社通りが交わる銀座西六丁目交差点の南角に1933年（昭和8年）に竣工し、1967年まで大手広告代理店電通が本社を置いていた。現在でも電通のグループ企業や広告関連団体が入居している。

## 歴史
1901年（明治34年）7月1日に、光永星郎により、東京市京橋区弥左衛門町（現在の銀座4丁目）にて日本広告株式会社設立、同年12月に通信社の電報通信社を併設した。銀座並木通り沿いで、当時は主要な新聞社が集まる一角であった。翌1902年には、京橋区南佐柄木町（現在の銀座6丁目）に社屋を移した。1909年、光永は株式会社日本電報通信社を設立。1910年に電報通信社を買収、1911年に日本広告を対等合併した。日本電報通信社は1911年に京橋区滝山町（現在の銀座6丁目）に、南佐柄木町社屋の3倍の床面積の西洋風2階建の社屋を建設したが、これも手狭になり、1911年に京橋区加賀町（現在の銀座7丁目）に3階建の新社屋を建設した。1923年（大正12年）、関東大震災発生。倒壊は免れたものの類焼により社屋を焼失し、帝国ホテル内に仮事務所を置いたのち丸の内仲通りに移転した。1930年、震災復興事業完了。その後加賀町の社屋の跡地に、1932年より耐震建築である電通銀座ビルの建設に着手、1933年に竣工した。1967年、中央区築地に新本社ビル（のちの 電通テック本社ビル）が完成。創立記念日に当たる7月1日に本社機能は新ビルに移転した。移転当日の朝には、銀座へのお礼と築地への挨拶の意味を込め、社長以下社員有志1200名あまりが電通銀座ビルから築地の新社屋に行進した。1988年には本ビル内に電通プロモーションギャラリーを開設したが、その役割は2002年に汐留の電通本社ビル内にオープンしたアド・ミュージアム東京に受け継がれている。

## 建築

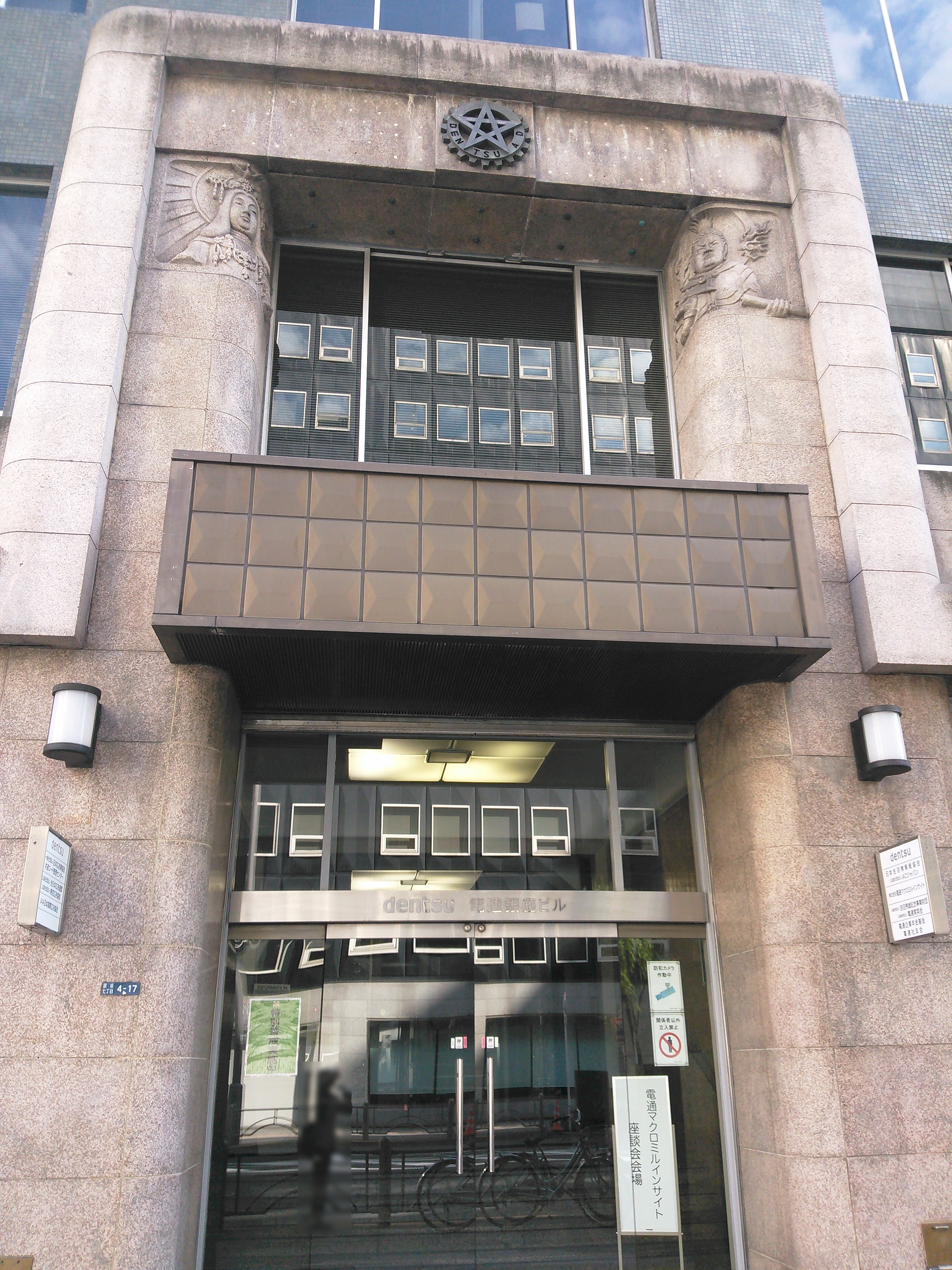
電通銀座ビルの正面玄関

設計は横河工務所。当時の建築法令では100尺（約31m）の高さ制限があり、本ビルは上限いっぱいまで使って建てられた。同時期に建った和光ビルは7階建であり、頭一つ越えた8階建の電通銀座ビルは当時銀座随一の高さであった。正面玄関上部には当時の社章の五芒星、その左に吉祥天、右に広目天のレリーフが飾られ、エレベーターホールにはモザイクタイルの装飾が施されている。完成時には、電通は1階の一部（用度課）、2階（営業部、会計課、経理課）、3階（通信部）、4階（役員室、写真スタジオ）、5階（写真課、製版室）、8階（ホール、電話交換室）と屋上に設けられた伝書鳩の鳩舎を使用し、東京－福岡間の専用電話回線や、写真電送設備も設けられた。6・7階には電通と関わりのある新聞社の東京支局、1階には婦人公論花の店、森永キャンデーストア、下関ふぐ料理店「大吉」が入居した。

## 入居企業・団体
- 東京広告協会（7階）[11]
- 全日本広告連盟[12]

### 過去の入居企業・団体
- ACジャパン[13]
  - 2025年7月14日をもって千代田区霞が関三丁目7番1号の霞が関ビジネスセンターに移転[14]。
- 以下はいずれも時事通信ビル11階に移転。
  - 日本広告業協会（8階）[15]
  - 電通育英会（4階）[16]